# Contrat de travail
 (novembre 2018).
Si vous disposez d'ouvrages ou d'articles de référence ou si vous connaissez des sites web de qualité traitant du thème abordé ici, merci de compléter l'article en donnant les références utiles à sa vérifiabilité et en les liant à la section « Notes et références ».
Le contrat de travail est un type de contrat par lequel une personne (l'employé) s'engage à effectuer un travail pour un autre (l'employeur) moyennant une rémunération. En fonction des systèmes juridiques la notion de contrat ne recouvre pas exactement les mêmes choses. Dans les grands systèmes de droit contemporains, René David et Camille Jauffret-Spinosi distinguaient la famille romano-germanique, la « common law », les droits socialistes (il s’agissait essentiellement du droit de l’ex-URSS), les droits africains et malgaches, le droit chinois, le droit indien, le droit japonais et le droit musulman. Par ailleurs, le contrat de travail, impliquant un rapport entre un salarié et un employeur, est très tributaire des « habitus » sociologiques des différents pays.
Du point de vue de la doctrine française, les trois éléments constitutifs du contrat de travail sont la prestation de travail, la rémunération, et le lien de subordination juridique. La doctrine suisse ajoute un quatrième élément avec la notion d'élément temporel du contrat. Du point de vue américain, les choses sont différentes et le concept de subordination qui renvoie à un univers très hiérarchisé est remplacé par quelque chose de plus neutre et de plus factuel. Pour le Black’s Law Dictionary, un employé est « une personne engagée au service d’une autre sous un contrat, express ou implicite, oral ou écrit, où l’employeur a le pouvoir ou le droit de contrôler et de diriger l’employé dans les détails matériels du comment le travail doit être accompli ».

## Europe

### Contrat de travail en Allemagne
Comme dans beaucoup de pays européens, les deux principaux contrats de travail sont le CDI (majoritairement conclu) et le CDD qui doit être conforme à la loi relative au travail à temps partiel, selon les conditions du Teilzeit- und Befristungsgesetz. L'une des particularités du contrat allemand est qu'il peut être conclu aussi bien à l'écrit qu'à l'oral.
L'Allemagne entre 2003 et 2005 a profondément réformé son marché du travail dans le cadre des réformes Hartz (I, II, III et IV).

### Contrat du travail en France
La notion de contrat de travail est apparue au début du XIXe siècle. Initialement le législateur se méfiait plutôt de la référence à la durée indéterminée car il avait peur d’un retour à la vassalité ou à l’esclavage. Aussi le code civil ne l'admettait-elle que dans la mesure où le contrat puisse « toujours cesser par la volonté d’une des parties contractantes ». Les contrats à durée indéterminée (CDI) et les contrats à durée déterminée (CDD) cohabitent depuis cette époque.
Au départ le CDD était plus protecteur, ce n’est qu’avec l’apparition du droit de licenciement (loi du 19 février 1958) et l'introduction dans les licenciements pour motif personnel de la notion de « cause juste et réelle du licenciement » (loi de 1973) que le CDI est devenu la norme au plan français. Il ne s'agit pas ici d'une exception française puisque, au plan européen, une directive du 28 juin 1999 précise explicitement que « les contrats à durée indéterminée sont la forme générale de la relation de travail ».
Concernant les licenciements pour motifs économiques l’autorisation administrative a été instaurée en 1975, avant d’être supprimée en 1986 par une loi qui a renforcé le contrôle du juge. Une loi de 1989 « relative à la prévention du licenciement et au droit de conversion » a généralisé les conventions de conversion et instauré le principe de la priorité de réembauche.
Une loi de 1993 a imposé aux entreprises de plus de cinquante salariés licenciant pour motif économique au moins dix salariés, la mise en place d’un plan social portant sur le reclassement des salariés en interne et en externe. La loi de modernisation sociale du 17 janvier 2002 cherchait à limiter le développement du licenciement économique. La loi du 20 décembre 2004 « de cohésion sociale » est revenue aux dispositions antérieures. En effet, entre-temps les économistes (voir rapport Blanchard Tirole et Rapport Cahuc Karmarz) ont montré que le marché du travail était le lieu d’un processus de destruction créatrice à la Joseph Schumpeter et que dans ces conditions il convenait d’être prudent sur les restrictions portées aux licenciements économiques. De nos jours les économistes préconisent plutôt d'aider les salariés à passer d'un emploi à l'autre, comme l’ont fait certains pays scandinaves dans le cadre de la flexisécurité.
Le recours au contrat de travail à durée déterminée s’est affirmé dans les années soixante-dix en même temps que les règles de licenciement devenaient plus strictes (CERC, 2005, p. 102). Si la loi de 1979 relâche les contraintes pesant sur le recours au CDD, une ordonnance de 1982, les resserre, avant que l’usage du CDD ne soit élargi en 1985 puis 1986. La loi no 90-613 du 12 juillet 1990 qui reprend l’accord national interprofessionnel du 24 mars 1990 a ouvert à nouveau le champ d’application du CDD. C'est ainsi « qu’il peut y être recouru pour des emplois à caractère saisonnier ou pour lesquels, dans certains secteurs d’activité définis par décret ou par voie de convention ou d’accord étendu, il est d’usage constant de ne pas recourir au contrat de travail à durée indéterminée en raison de la nature de l’activité exercée et du caractère par nature temporaire de ces emplois (CERC, 2005, p. 106) ». Ces contrats dit d’usage posent problème car à la différence des CDD ordinaires ils ne prévoient ni prime de précarité ni limitation de durée et semblent fort utilisés dans des secteurs appelés à se développer.
En 2005, près de 19.2 millions de personnes étaient en CDI et 1.7 million en CDD tandis qu’environ 600 000 salariés étaient en contrats de travail temporaires (intérim) apparus dans les années cinquante. Par rapport aux CDD, les contrats d’intérim permettent sous certaines conditions l’accès à des prestations sociales complémentaires, à un droit à la formation et un meilleur accès au logement locatif. D’une certaine façon pour les rapporteurs du CERC (2005, p. 108), il y aurait là une voie pour améliorer les CDD. Signalons enfin, l’existence de contrats aidés apparus à la fin des années soixante-dix.

### Contrat de travail au Portugal
Voir recibos verdes.

### Contrat de travail au Royaume-Uni
Contrat zéro heure

### Contrat de travail en Suisse
En Suisse, on distingue trois types de contrats de travail :
- le contrat individuel de travail ;
- la convention collective de travail ;
- le contrat-type de travail.

#### Contrat individuel de travail
Le contrat individuel de travail établit les droits et obligations d'un employeur et d'un travailleur. Il n'a pas de forme imposée et peut donc être conclu oralement. La forme écrite est recommandée car dans l'intérêt des deux parties. Toute réglementation particulière, par exemple une clause de non concurrence ou le traitement des heures supplémentaires, doivent être fixées par écrit.
Pour qu'un contrat de travail soit valable, il doit impérativement respecter ces quatre éléments essentiels :
1. Une prestation de travail individuelle. Il n'y a pas une obligation de résultat, mais une notion de prestation de travail fournie ;
2. Une rémunération. Le travailleur reçoit une rémunération en échange de sa prestation ;
3. Un rapport de subordination. L'employé est au service de l'employeur et doit suivre ses instructions ;
4. Un élément temporel. Le contrat de travail peut être de durée déterminée et prenant fin à l’expiration de la période convenue, ou de durée indéterminée et pouvant être résilié librement par chacune des parties.

#### Convention collective de travail
La convention collective de travail (CCT) est conclue entre des associations de travailleurs et des associations d’employeurs. Les partenaires y fixent des conditions minimales (par exemple un salaire minimum, les horaires de travail, la rémunération des heures supplémentaires, etc.), que les contrats individuels doivent obligatoirement respecter. Certaines CCT ne lient que les membres des associations les ayant conclues, tandis que d'autres sont étendues et s'appliquent à l'ensemble d'une branche.

#### Contrat-type de travail
Un contrat-type de travail (CTT) est un acte normé édicté par la Confédération suisse ou les cantons. Dans les branches dans lesquelles il n'y a aucune CCT, par exemple l’agriculture ou l’économie domestique, des CTT prévoyant des salaires minimaux impératifs peuvent être édictés en cas de sous-enchère répétée. Ces salaires minimaux s’appliquent à toute la branche, et on ne peut y déroger qu’en faveur du travailleur.

## Amérique du Nord

### Contrat de travail au Canada

#### Contrat de travail au Québec
En droit québécois, le contrat de travail individuel est défini à l'article 2085 du Code civil du Québec : « Le contrat de travail est celui par lequel une personne, le salarié, s’oblige, pour un temps limité et moyennant rémunération, à effectuer un travail sous la direction ou le contrôle d’une autre personne, l’employeur ». Les articles 2085 à 2097 du Code civil du Québec sont des règles supplétives de droit civil qui encadrent le contrat individuel de travail lorsque le contrat lui-même garde le silence sur un point de droit. Au contraire, lorsqu'un travailleur devient syndiqué, les dispositions de sa convention collective rendent caduques les dispositions incompatibles du Code civil, d'après l'arrêt de la Cour suprême Isidore Garon ltée c. Tremblay.

### Contrat de travail aux États-Unis
Pour la common law anglaise, un terme indéfini de travail était présumé valable pour un an. L’emploi « At-will » est une création américaine qui trouve sa genèse dans le traité d’Horace Gay Wood de 1877. Il permet à l’employeur ou à l’employé de terminer la relation de travail quand ils veulent. Toutefois, à partir de 1959, un certain nombre d’exceptions et de lois fédérales vont venir encadrer l’emploi « At-will »
- Equal Pay Act de 1963 (pas de discrimination de salaire en fonction du sexe)
- Titre VII du « Civil Rights Act de 1964 (en) relatif aux discriminations fondées sur la race, la couleur, la religion, le sexe ou les origines nationales.
- Age Discrimination in Employment Act (en) de 1967
- Rehabilitation Act (en) de 1973 discrimination fondée sur le handicap
- American with Disabilities Act de 1990

À l’intérieur des sociétés, on distingue les salariés permanents à plein temps qui perçoivent une rémunération garantie et des personnes employées sur des contrats à court terme ou travaillant pour des agences d'intérim. Certaines sociétés distinguent aussi les salariés « exempt » et les « non-exempt » ces derniers étant payés à l’heure et susceptibles d’effectuer des heures supplémentaires.

## Asie

### Contrat de travail en Chine
À partir du premier janvier 2008, en vertu d'une loi de juin 2007, les employeurs devront fournir un contrat de travail écrit à leurs employés. Les salariés ayant plus de dix ans d'ancienneté pourront bénéficier d'un contrat à durée indéterminée (CDI), il en sera de même pour les salariés ayant cumulé plus de deux contrats à durée déterminée (CDD). La nouvelle période d'essai devrait être plus courte et, en cas de licenciement, les salariés toucheront des compensations équivalentes à un mois par année travaillée. De la même manière des conventions collectives pourraient être négociées ce qui pourrait donner un nouveau rôle à la seule centrale syndicale l'ACFTU (All China Federation of Trade Union) proche du parti communiste, mais certains comme Han Dongfang du China Labour Bulletin, sont sceptiques quant à cette éventualité tout comme ils notent que dans le passé des lois très sociales ont déjà été votées sans être réellement appliquées. D'un autre côté les autorités, qui se sont heurtées aux investisseurs étrangers et nationaux sur ce projet de loi, n'ont pas hésité à sévir quand une grande entreprise chinoise a tenté de faire démissionner ses cadres et ingénieurs pour les réembaucher avec de nouveaux contrats. La grève reste interdite en Chine même si parfois des débrayages se produisent dans les entreprises.

### Contrat de travail au Japon
Le contrat de travail au Japon n'est pas obligatoire pour les emplois standards dit 社員 shain, équivalent dans le droit français au CDI. Le droit commun des contrats de travail stipulé dans le Labor Standards Act ou 労働基準法. D'autres contrats sont bien entendus possibles, et la pratique sans contrat laisse place à des relations contractualisées qui permettent de définir les modalités de salaire et des heures supplémentaires.
Le salaire minium est défini régionalement selon le coût de la vie locale, ce qui peut amener à des grandes différences salariales entre Tokyo et la campagne japonaise comme l'explique l'auteur de ce site. La paie doit normalement être payée en liquide directement à l'employé chaque jour ou selon une date définie. De nos jours beaucoup d'entreprises optent pour le transfert bancaire.
La loi fixe la durée légale du travail à 8 heures par jour et à 40 heures par semaine. 1 heure de repos par jour et 1 jour de repos par semaine doivent être observés. Il existe un seuil d'heures annuels, heures supplémentaires comprises, à ne pas dépasser. En effet, les entreprises japonaises demandent souvent à leurs employés de faire des heures supplémentaires, qui sont aussi encadrées par loi mais qui dans les faits, dépassent largement le cadre légal. Malheureusement, les cas portés devant les cours de justice ont rarement tourné en faveur des salariés lésés ou décédés du fait de burn-out, de la faute de l'employeur.
Il est réputé difficile de licencier un employé en CDI au Japon, mais en pratique l'employé est souvent poussé au départ ou licencié avec un arrangement en cas de dispute.
Il existe différentes formes de travail temporaire (派遣契約 haken-keiyaku et 請負契約 ukeoi-keiyaku) et des contrats précaires à temps partiel (パート paato、バイト baito). Ce sont généralement des emplois occupés par des femmes ou des jeunes.

### France
- Olivier Blanchard et Jean Tirole, 2003, Protection de l'emploi et procédures de licenciement, La documentation française (Lire en ligne).
- Pierre Cahuc, Kramarz Pierre, 2004, De la précarité vers la mobilité : vers une Sécurité sociale professionnelle La documentation française Lire en ligne).
- CERC, 2005, La Sécurité de l’emploi, La Documentation française, (Lire en ligne).
- David R., Jauffret-Spinosi C., 1992, Les Grands Systèmes de droit contemporains, Précis Dalloz.
- Sauze D., 2001, « Construction et stabilité du CDI comme norme d’emploi en France : enjeux de la maître de la durée de la relation salariale » communication au Forum de la Régulation 2001, Paris, 11 et 12 octobre, université Paris-I, Matisse (Lire en ligne).

### Suisse
- Christian Bruchez, Patrick Mangold et Jean Christophe Schwaab, Commentaire du contrat de travail, 4e édition, éditions Réalités sociales (Lausanne), 2019  (ISBN 978-2-88146-153-8).
- Jean Christophe Schwaab, Le droit du travail en Suisse : 90 questions-réponses issues de la pratique, Éditions Loisirs et Pédagogie, 2018  (ISBN 978-2-606-01613-5).